# Tuzon
Tuzon es una pequeña localidad situada al sudeste del condado de Grand Gedeh, en la República de Liberia. Se encuentra a 9,65 kilómetros de la ciudad de Zwedru, que es la capital del condado.

## Historia
A Tuzon se la conoce principalmente por ser el lugar de nacimiento de Samuel Kanyon Doe, quien fue el vigesimoprimero presidente de Liberia. Esta localidad es además un bastión de la tribu rural Krahn.
En el año 1990, durante la primera guerra civil liberiana, Tuzon fue saqueada y destruida por el ejército rebelde liderado por Charles Taylor, quién siete años después fue elegido presidente en unas elecciones fraudulentas. Durante el período de guerras civiles, los residentes de esta localidad fueron desplazados al vecino país de Costa de Marfil.